# Le Proverbe
Pour les articles homonymes, voir Proverbe (homonymie).
Le Proverbe est une nouvelle de Marcel Aymé, parue dans Candide en 1939.

## Historique
Le Proverbe paraît d'abord dans le journal Candide du 15 novembre 1939, puis, en avril 1943, dans Le Passe-muraille, le quatrième recueil de nouvelles de l'auteur.

## Résumé
Lucien Jacotin, un élève de 13 ans, est classé depuis toujours parmi les cancres de sa classe. Un soir, pendant le dîner, il se souvient qu'il a oublié de faire son devoir de français. Son père, furieux car il voulait annoncer qu'il avait reçu les palmes académiques, décide de faire le devoir à la place de son fils. 
Le lendemain, Lucien donne son devoir à son professeur de français et, une semaine après, il le lui rend. Lucien, qui a fait faire le devoir par son père qui espère un bon résultat, a obtenu une très mauvaise note. Ses camarades se moquent de lui. 
Le lendemain matin, son père demande à Lucien la note obtenue au devoir, et le petit garçon décide de mentir pour ne pas déshonorer son père en lui disant qu'il a eu un 13 sur 15 pour le proverbe. Son père lui annonce qu'ils feront dorénavant tous leurs devoirs de français ensemble.

## Adaptation
La nouvelle a connu une brève adaptation dans un dessin animé de 20 minutes, issu de la collection Les Grands Textes de l'enfance, vu sur France 3 et Tiji.